# عبد الكريم عويضة
عبد الكريم موسى حسني عويضة (وُلد في 30 مارس 1967 – ) سياسي ودبلوماسي فلسطيني.

## الحياة العملية
- في 30 مارس 2005، نُقل عويضة ليكون مديرًا عامًا لمراسم الرئاسة ورئيسًا لمراسم السلطة الوطنية الفلسطينية.[1]
- في 4 أبريل 2005، نُقل عويضة إلى أمانة الرئاسة ورُقي إلى درجة مدير عام.[2]
- في 27 نوفمبر 2010، عُين سفيرًا في وزارة الشؤون الخارجية الفلسطينية.[3]
- في 25 نوفمبر 2013، عُين سفيرًا لدولة فلسطين لدى جمهورية مالي.[4] وقدم أوراق اعتماده لرئيس جمهورية مالي إبراهيم أبو بكر كيتا في 17 يناير 2014.[5] وهو أيضًا سفير دولة فلسطين غير المقيم لدى تشاد، وبوركينا فاسو والنيجر.

- في 11 مايو 2018، قدم أوراق اعتماده سفيرًا لدولة فلسطين لدى ساحل العاج.[6]